# Evington
Evington är en stadsdel i Leicester, i distriktet Leicester, i grevskapet Leicestershire i England. Stadsdelen hade 17 265 invånare år 2021. Evington var en civil parish fram till 1936 när blev den en del av Leicester, Oadby och Stoughton. Civil parish hade 1 802 invånare år 1931. Byn nämndes i Domedagsboken (Domesday Book) år 1086, och kallades då Avintone.